# Strobilanthes tamburensis
Strobilanthes tamburensis är en akantusväxtart som beskrevs av C. B. Cl.. Strobilanthes tamburensis ingår i släktet Strobilanthes och familjen akantusväxter. Inga underarter finns listade i Catalogue of Life.